# Duco Gerrold Rengers Hora Siccama
Jhr. Duco Gerrold Rengers Hora Siccama ('s-Gravenhage, 2 december 1876 - Utrecht, 7 juni 1962) was een Nederlands rechtshistoricus en rechtsfilosoof.

## Familie
Siccama was een lid van de familie Siccama en een zoon van jhr. Willem Adolf Werner Rengers Hora Siccama (1849-1901) en Alida Cornelia Verkuyl (1849-1931). Hij trouwde in 1915 met de Duitse Maria Dora Elfriede Nielbock (1891-1983) van wie hij in 1930 scheidde; uit dit huwelijk werd een zoon geboren: jhr. mr. Wiardus Jacob Hendrik Duco Rengers Hora Siccama (1916-1945) die omkwam in het verzet. Hij hertrouwde in 1932 met Jacqueline Adriène Justine barones van Nagell (1882-1977), lid van de familie Van Nagell, uit welk huwelijk geen kinderen werden geboren. Zijn tweede echtgenote had uit haar eerste huwelijk met mr. H.J.H. baron van Boetzelaer (1876-1952) drie kinderen, onder wie Waffen-SS-er C.W.J. baron van Boetzelaer (1920-2012), vader van zowel Olaf van Boetzelaer (1943-2018) als Isabel van Boetzelaer (1961), de laatste schrijfster van het boek Oorlogsouders.

## Biografie
Na het Stedelijk Gymnasium Nijmegen studeerde Siccama aan de Universiteit Utrecht waar hij in 1905 bij Hendrik Jacobus Hamaker promoveerde op het proefschrift De geestelijke en kerkelijke goederen onder het canonieke, het gereformeerde en het neutrale recht. Nog in datzelfde jaar werd hij aan dezelfde universiteit benoemd tot hoogleraar in de encyclopedie van de rechtswetenschap en in het oudvaderlands recht en zijn geschiedenis. Na 36 jaar legde hij dit hoogleraarschap in 1941 neer. Wel werd hij in 1942 benoemd tot buitengewoon hoogleraar in de rechtsfilosofie. In de oorlog werd hij tevens gevraagd als buitengewoon raadadviseur bij het departement van Opvoeding, Wetenschap en Kultuurbescherming en als lid van de Nederlandsche Kultuurraad. Omdat hij beide functies aanvaard had werd hij in 1945 op basis van het Zuiveringsbesluit 1945 als hoogleraar ontslagen en van zijn pensioenrechten vervallen verklaard; deze laatste herkreeg hij. Tevens werd hem zijn lidmaatschap van de Orde van de Nederlandse Leeuw ontnomen.
Daarna publiceerde Rengers Hora Siccama nog tot het jaar van zijn overlijden op 85-jarige leeftijd. In 1963 werd zijn bibliotheek geveild bij het Utrechtse veilinghuis J.L. Beijers.